# 封三娘
《封三娘》是蒲松龄的小说《聊斋志异·卷五》中的一个故事。记叙了两位妙龄少女（封三娘、范十一娘）相知相交的故事。

## 概述
封三娘，狐狸修煉成的人间女子，“二八绝代姝也”。与辘城祭酒之女范十一娘在水月寺相遇，范十一娘明艳美丽，并精通诗词歌赋，双方一见，惺惺相惜，大相爱悦。范十一娘赠给封三娘金凤钗，封三娘也摘下髻上的绿簪赠给范十一娘。十一娘邀请封三娘到家叙谈，封三娘答应改日再拜访。
十一娘回家后，日夜思念三娘，郁郁成疾。重阳节这天，丫环扶十一娘在花园赏花，忽见封三娘正攀墙向园内张望，于是被请进园来并住下，十一娘的病就此痊愈。二人同床共枕，耳鬓厮磨，亲密无间。
来年春天，她俩结伴郊游。十一娘偶遇年轻英俊的贫寒秀才孟安仁，在三娘帮助下，私定婚约，有一显贵相中十一娘，十一娘父母惧怕权势，同意了这门亲事。就在迎亲前一天，十一娘自缢 。孟安仁听到噩耗，万分悲痛，夜晚到十一娘坟上大哭。忽听三娘在背后说：“你快挖开坟，我有办法。”孟安仁挖开坟将十一娘背回家中。经封三娘相救，十一娘苏醒，二人成婚。
十一娘欲留下三娘，仿效娥皇和女英，偷偷地和孟安仁商量，让孟秀才假装出了远门，晚上范十一娘强劝封三娘喝酒，等封三娘醉了后，孟安仁悄悄回来，把封三娘奸污了。封三娘醒了后说：“妹妹害了我了！我如果色戒不破，道成后我应该升到神仙所住的三十六天第一天，现在落入你们的奸计，这也是命了！”封三娘起身告辞，十一娘告诉了自己的诚意，请封三娘宽恕。封三娘说：“实话相告，我是狐，因为看到了你的美丽容貌，忽然心生爱慕，结果如茧自缚，不能解脱，致使有了今天，这也是情魔的劫难，与人力无关，再留下，魔就更多，无穷无尽了。你的福泽还长远，请珍重自爱。”

## 评说
清代学者冯镇峦评：“男子相悦，常也；乃以女子悦女子，深情缠绵，如茧自缚。”“聊斋各种题都做到，惟此中境界未写，故又畅发此篇。”
《封三娘》的题材缺乏独创性，然而隐藏了一个中国古代文学极少被表现的主题：女性同性爱。虽然通篇是经典才子佳人小说的规定情境和熟滥套路，主人公却不是才子佳人，而是两个女子，一个是“骚雅尤绝”的大家闺秀，一个是仙阶有路的狐女，纵不说空前绝后，也是惊世骇俗。她们是高洁的，以情不以淫，以爱不以欲，绝无触目秽笔。 